# Resolució 1508 del Consell de Seguretat de les Nacions Unides
La Resolució 1508 del Consell de Seguretat de les Nacions Unides fou adoptada per unanimitat el 19 de setembre de 2003. Després de recordar totes les resolucions anteriors sobre la situació a Sierra Leone, el Consell va ampliar el mandat de la Missió de les Nacions Unides a Sierra Leone (UNAMSIL) durant sis mesos fins al 31 de març de 2004.
La resolució va afirmar que l'estabilitat a Sierra Leone dependria de la situació a la veïna Libèria. El mateix dia, el Consell de Seguretat va adoptar la Resolució 1509 (2003) que establia la Missió de les Nacions Unides a Libèria.

## Resolució

### Observacions
El Consell de Seguretat va acollir amb beneplàcit la situació de seguretat estabilitzadora a Sierra Leone i va assenyalar que la seva estabilitat dependrà de la pau a la regió, particularment a Libèria que estava vivint la seva segona guerra civil. Va subratllar la importància d'establir una autoritat a tota Sierra Leone, inclosos els camps de diamants, a més de la reintegració dels excombatents, el retorn dels refugiats i els desplaçats interns i el respecte dels drets humans i l'imperi de la llei.

### Actes
En ampliar el mandat de la UNAMSIL per un període de sis mesos addicionals, el Consell va agrair als països que contribueixen a la força i a la UNAMSIL per ajustar-se a la seva mida, composició i desplegament d'acord amb les resolucions 1436 (2002) i 1492 (2003).
La resolució va subratllar que el desenvolupament de les capacitats administratives del govern de Sierra Leone era fonamental per a la pau a llarg termini. A més, es va instar al govern a augmentar el control de la mineria de diamants. Mentrestant, el Consell va expressar la seva preocupació per la greu situació financera del Tribunal Especial per a Sierra Leone i es va demanar als països que contribuïssin generosament tant al Tribunal com a la Comissió de la Veritat i la Reconciliació. Els presidents de la Unió del Riu Mano reprenen el diàleg i els compromisos adreçats a enfortir la pau i la seguretat regionals.
El Consell va donar la benvinguda al desplegament de forces de la Comunitat Econòmica dels Estats de l'Àfrica Occidental (ECOWAS) a Libèria, amb el suport de la UNAMSIL. Exigia que els grups armats de Libèria acabessin amb les incursions a Sierra Leone, instant a les Forces Armades de la República de Sierra Leone i a la UNAMSIL a patrullar la frontera. Finalment, el secretari general va mantenir la situació a Sierra Leone sota revisió.